# Junji Kawano
Junji Kawano (jap. 川野 淳次, Kawano Junji; * 11. Juli 1945 in Nakatsu, Präfektur Ōita) ist ein ehemaliger japanischer Fußballspieler.

## Nationalmannschaft
1968 debütierte Kawano für die japanische Fußballnationalmannschaft. Kawano bestritt zwei Länderspiele.

## Errungene Titel
- Japan Soccer League: 1970
- Kaiserpokal: 1969